# 黃伊汶
黃伊汶（英語：Emme Wong，1981年1月3日—），原名黃海慈，又名黃愷慈，英文名原為Dior，於香港出生，香港女藝人，已故父親是綽號「尖東之虎」的黑道中人黄俊（原名黃俊原，22後改名黃𣈱英）。她於2001年簽約成為環球唱片旗下歌手。現時是鐘表品牌的發展總監。

## 簡歷
黃伊汶有一姊一弟，母親經營美容院。父親黃俊在她14歲時於泰國發生交通意外身亡。黃伊汶早年就讀聖公會聖三一堂中學，16歲到加拿大溫哥華留學，入讀Richmond International High School，與有「鋼琴王子」之稱的香港鋼琴演奏家陳雋騫為同學。在20歲未完成大學室內設計課程時回港即被星皓娛樂羅致為歌手，2001年以清新少女形象出道。其後前往日本接受聲樂及舞蹈特別訓練，經環球唱片全新包裝，2003年起英文名改為Emme並以new jazz及free style性感舞蹈形象重新出發，其歌曲《戒男》及《好睇》憑著精彩的舞蹈表演深入民心，曾經赢得「性感舞后」之稱。2008年8月再度復出樂壇推出廣東專輯《The Groove In Me》，以電子舞曲為主題。
2010年息影從商，主要經營品牌Galtiscopio手錶生意，2014年成為法國品牌合夥人，成功轉型為商人。2015年被邀出任香港鐘錶業協會董事，成就受業界所認同，是一位有著藝術家情結及商業元素的青年女性企業家，繼續績極參與社會公開活動。
2014年10月25日，黄伊汶与香港男演员陈国坤（小龍）在巴厘岛完婚。
2016年3月1日在香港養和醫院誕下7.6磅儿子，取名陳真。

## 音樂

### 個人專輯
- 2001年：《純屬印象》
- 2002年：《香薰》
- 2003年：《Emme 同名專輯》
- 2004年：《Good Show》
- 2008年：《The Groove In Me》

### 派台歌曲成績
| 派台歌曲成績     | 派台歌曲成績 | 派台歌曲成績 | 派台歌曲成績 | 派台歌曲成績 | 派台歌曲成績 | 派台歌曲成績     |
| ---------------- | ------------ | ------------ | ------------ | ------------ | ------------ | ---------------- |
| 大碟             | 歌曲         | 903          | RTHK         | 997          | TVB          | 備註             |
| 2001年           |              |              |              |              |              |                  |
| 純屬印象         | 戀愛拼圖     | -            | 20           | 5            | 6            |                  |
| 純屬印象         | 純屬印象     | 16           | 18           | 5            | -            |                  |
| 同步過冬         | 同步過冬     | 6            | 3            | 12           | 2            | 環球唱片群星合唱 |
| 2002年           |              |              |              |              |              |                  |
| 李克勤大樂團     | 來到今天     | -            | 18           | 7            | 6            | 李克勤合唱       |
| 香薰             | 人.情.味     | -            | 17           | 10           | 6            |                  |
| 香薰             | 香薰浴       | -            | 15           | 4            | 10           |                  |
| 香薰             | 鬧劇         | -            | -            | 10           | -            |                  |
| 2003年           |              |              |              |              |              |                  |
|                  | 長夜不眠     | -            | -            | 3            | -            | 與李國能合唱     |
| Emme             | 戒男         | 13           | 7            | 1            | 1            | 首支冠軍歌       |
| Emme             | Show Me Love | -            | -            | 4            | -            |                  |
| 2004年           |              |              |              |              |              |                  |
| Good Show        | 好睇         | 5            | 3            | 3            | 2            |                  |
| Good Show        | 殘忍         | -            | -            | -            | -            |                  |
| 2008年           |              |              |              |              |              |                  |
| The Groove In Me | 渴求         | 9            | 3            | 1            | 1            |                  |
| The Groove In Me | 兩面         | 7            | 15           | -            | -            |                  |

| 各台冠軍歌總數 | 各台冠軍歌總數 | 各台冠軍歌總數 | 各台冠軍歌總數 | 各台冠軍歌總數    |
| -------------- | -------------- | -------------- | -------------- | ----------------- |
| 903            | RTHK           | 997            | TVB            | 備註              |
| 0              | 0              | 2              | 2              | 四台冠軍歌總數：0 |

### 其他收錄其歌曲唱片
- 《一聽鍾情》
- 《K歌之選》
- 《心動》
- 《愛上主題曲》
- 《非聽不可》
- 《跨世紀合唱歌》
- 《鋼琴戀曲》
- 《情情塔塔》

### 其他歌曲
- 長夜不眠（黃伊汶作曲）
- 殘忍（黃伊汶填詞，蔡一傑合唱版）
- 情色無界（《戒男》國語版）
- 出牌（《好睇》國語版）
- 大雨過後（《愛失救》國語版）
- 我不爱你了（《殘忍》國語版）
- 愛情勇敢（TVB電視劇《戆夫成龍》主題曲，李克勤合唱）
- 來到今天（李克勤合唱）
- 我們的故事（林頤合唱）
- 感情的段落
- 思念你就會忘記自己（黄阅合唱）
- 多啦A夢
- 外星BB撞地球

## 電影
2002年
- 《百分百感覺》客串

2004年
- 《甜絲絲》飾 羅三花
- 《尋找周杰倫》

2005年
- 《黑白戰場》
- 《功夫無敵》飾 依儀

2006年
- 《傷城》

2007年
- 《蠍子》
- 《欣月童話》

2008年
- 《哈哈哈》

2011年
- 《喜愛夜蒲》飾 老闆娘

## 電視劇
- 2003年《功夫足球》
- 2003年《富豪海灣非凡情緣》（一家一愛情故事）
- 2004年《伙頭智多星》
- 2005年 TVB《奇幻潮》之迷路
- 2015年《天才在左，瘋子在右》
- 2017年 《反黑》

## 廣告

### 2001年
- 味千拉麵（電視廣告）
- 中國銀行信用卡（中國大陸電視廣告）
- SMS ebuzz.com（電視、平面廣告）
- Neway卡拉OK（電視、平面廣告）
- 百樂牌文具（電視廣告，共3輯）
- 百樂牌文具（平面廣告，共2輯）
- 羅浮宮婚紗（平面廣告）
- 永藝悠閒服飾系列 （平面廣告）

### 2002年
- 樂美代排毒清脂素（平面廣告，中國及香港）
- 羅浮宮婚紗（平面廣告）
- 永藝悠閒服飾系列（平面廣告，中國代言人）
- 康泰旅行社（電視廣告）
- 味千拉麵（電視廣告）
- 卡姿蘭彩粧（中國代言人）
- 味丹新茶（電視廣告，台灣代言人）
- 富豪海灣 Regalia Bay（電視、平面廣告）

### 2004年
- Just Beauty（平面廣告）
- 永亨信用財務（電視、平面廣告）
- ANTINORI服裝 （平面廣告,亞太區代言人）

### 2005年
- Just Beauty（平面廣告）
- 明廊眼鏡（平面廣告，中國代言人）

### 2006年
- 意大利時裝品牌Antinori（平面廣告，亞太區代言人）
- Just Beauty（平面廣告）
- 永亨信用財務（電視、平面廣告）
- 澳門金都酒店廣告（電視、平面廣告）

### 2007年
- Just Beauty（平面廣告）
- 南明美容集團平面廣告（香港、澳門及中國大陸代言人）

## 其他演出

### 2002年
- 《JUNO與他的她》音樂特輯
- 麥浚龍 -《奥瑪》MV
- 《法網外伊人》音樂特輯
- 《李克勤情情塔塔演唱會》表演嘉賓
- 網上連續劇《百分百感覺》

### 2003年
- 《03仲夏長夜不眠音樂會》
- 《TVB車迷動感世界》節目主持
- 網劇《是像愛人2Ⅱ扮公少女》
- 新城電台廣播劇《長夜不眠》
- 余文樂《失戀博物館》MV

### 2004年
- 新城電台廣播劇《朋友》
- 新城電台廣播劇《愛，有一點藍》
- 《新城克勤音域無限音樂會》

### 2005年
- TVB《翡翠歌星賀台慶》歌舞《男士今天你很好》、《It's raining》
- 05日本東京音樂節開場嘉賓：歌舞《show me love》
- 馬來西亞《TVB8熱愛生命音樂會》
- CCTV《2005絢麗組合演唱會》
- 《新城台慶音樂會2005》

### 2006年
- 上海國際反盜版音樂節表演嘉賓（演唱歌曲：《我不愛你了》）
- 《譚詠麟歌者戀歌濃情三十年演唱會》（歌舞《火美人》）

### 2012年
- 亞洲電視節目《亞視百人》嘉賓

### 2015年
- 商業電台節目《有誰共鳴》嘉賓

### 2024年
- TVB節目《新春保良迎金龍》嘉賓[11]

## 獎項

### 2001年
- 2001年勁歌金曲季選 - 最具潜质新人奖
- 新城勁爆頒獎禮2001 - 新城勁爆新登場女歌手
- 2001年度十大勁歌金曲頒獎禮 - 新星試打三屆台主《戀愛拼圖》

### 2002年
- IFPI香港唱片商會 - 最暢銷本地女新人
- 雪碧原創音樂榜 - 新人金獎
- 2002年勁歌金曲第一季季選 -  最受歡迎合唱歌曲《來到今天》
- 2002年勁歌金曲第二季季選 - 網上金曲《人情味》
- 音樂先鋒榜 - 最受歡迎合唱歌（我們的故事）

### 2003年
- 雪碧原創音樂榜 - 最受歡迎合唱歌曲《來到今天》
- 廣東電台 - 最佳合唱歌《來到今天》
- 勁歌金曲第二季季選 - 最受歡迎改編歌曲演繹獎（戒男）
- 新城勁爆頒獎禮200 3- 新城勁爆跳舞歌曲（戒男）
- 2003年度十大勁歌金曲頒獎典禮 - 最受歡迎改編歌曲演繹大獎（戒男）
- “雪碧”原創音樂榜 - （戒男）
- 音樂先鋒榜 - 最佳舞台演繹獎（戒男）

### 2004年
- 勁歌金曲季選 - 最受歡迎改編歌曲演繹獎（好睇）
- 新城勁爆頒獎禮2004：新城勁爆跳舞歌曲（好睇）
- 2004年度十大勁歌金曲頒獎典禮 - 最受歡迎改編歌曲演繹大獎（好睇）

### 2005年
- “雪碧”原創音樂榜金曲獎（殘忍）
- 音樂先鋒榜最佳舞台演繹獎（好睇）
- “勁歌王”頒獎典禮：最佳舞台演繹獎
- “勁歌王”頒獎典禮：最佳改編歌曲獎（好睇）

### 2008年
- 新城勁爆頒獎禮2008 - 新城勁爆跳舞歌手（渴求）
- 2008年度十大勁歌金曲頒獎典禮 - 最受歡迎改編歌曲獎金獎（渴求）
- 音樂先鋒榜2008年度頒獎典禮 - 先鋒跳舞歌手（渴求）

## 外部連結
- Emme Wong 黃依汶 instagram
- 黃伊汶的新浪微博
- 黃伊汶 Blog（页面存档备份，存于）
- 黃伊汶在互联网电影资料库（IMDb）上的資料（英文）（英文）
- 在AllMovie上黃伊汶的頁面（英文）
- 黃伊汶在香港影庫上的簡介
- 黃伊汶在豆瓣上的资料（简体中文）
- 黃伊汶在时光网上的簡介（简体中文）